# Aviv Kochavi
Aviv Kochavi (en hebreo: אביב כוכבי‎; Kiryat Bialik, 23 de abril de 1964) es un militar de carrera israelí y fue Ramatcal (comandante en jefe de las Fuerzas Armadas) desde el 15 de enero de 2019al 16 de enero de 2023.
Fue comandante de la División de Gaza, comandante del Comando Norte, comandante de la Brigada de Paracaidistas y Director de Inteligencia Militar.